# Úponek

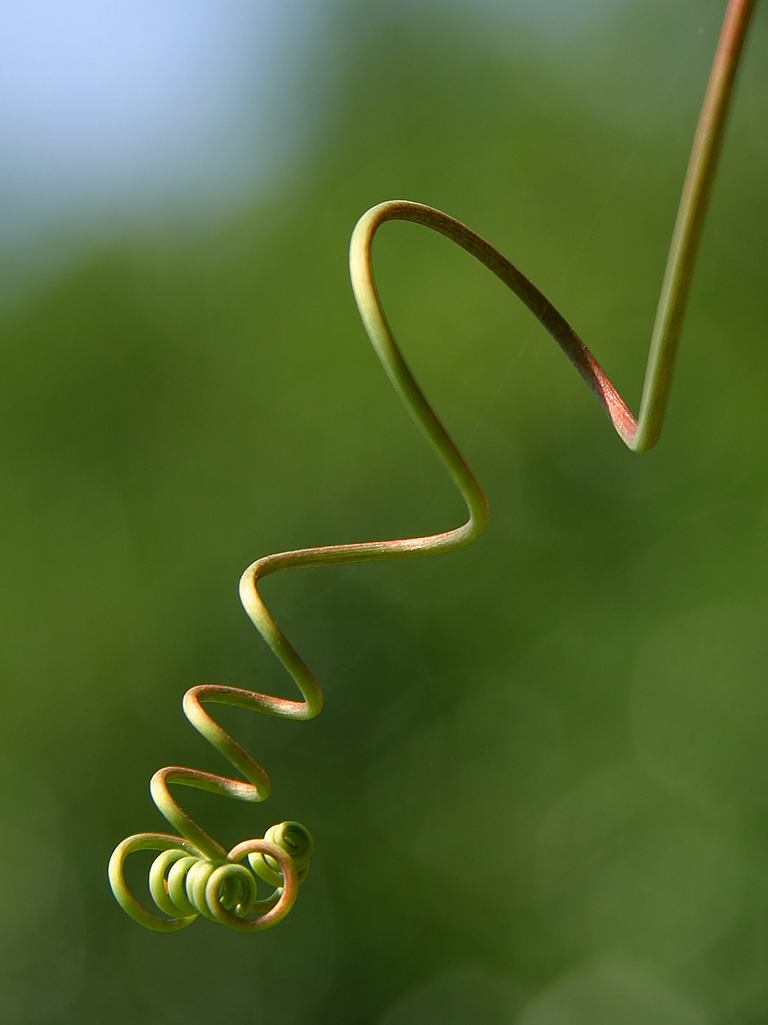
Úponek vinné révy

Úponek (cirrhus) je rostlinný orgán vzniklý přeměnou stonku, listu či dokonce kořene, který slouží k přichycení rostliny k opoře. Rostliny s úponky se tak velmi často řadí mezi popínavé rostliny.

## Vznik úponků
Úponky vznikly nezávisle z různých rostlinných orgánů. Listové úponky mohou vznikat třemi způsoby:
- koncová část přeměněna v úponek (např. některé druhy rodu vikev)
- střední část listu přeměněna v úponek (láčkovka)
- lístky přeměněny celé v úponek

Úponky stonkové vznikají buď přeměnou hlavního stonku (sympodiálně, např. vinná réva či loubinec) nebo přeměnou bočních větví (monopodiálně, např. mučenka).
Kořenové úponky jsou známy např. u vanilky.